# Miriam Leslie

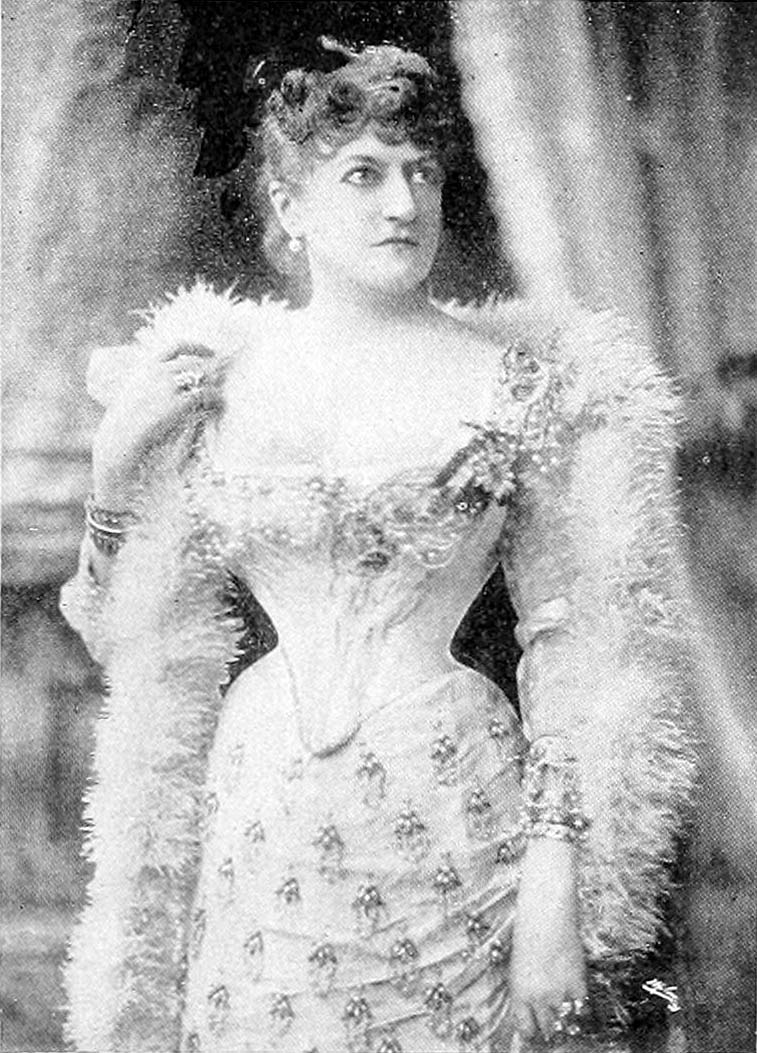

Miriam Florence Squier Leslie (também, Miriam Peacock e Miriam Wilde; 5 de junho de 1836 – 18 de setembro de 1914) foi uma editora e autora americana. Ela era a esposa de Frank Leslie e a herdeira de seu negócio editorial, o qual ela transformou em uma empresa lucrativa após um estado de dívidas. Após a morte de seu marido, ela mudou legalmente seu próprio nome para o dele, Frank Leslie. A Comissão Leslie pelo Sufrágio Feminino foi uma organização formada por Carrie Chapman Catt usando fundos do testamento de Leslie para esse fim.

## Biografia

### Primeiros anos e casamentos
Miriam Florence Folline nasceu em Nova Orleães, Luisiana, em 5 de junho de 1836. Ela descreveu sua própria infância como "faminta e sofrida" em relação ao "amor e alegria". Leslie era descendente de uma família nobre huguenote. Depois de uma viagem à França, em 1901, ela reivindicou o título de Baronesa de Bazus. Ela aparentemente cresceu na cidade de Nova York, e foi educada nas línguas francesa, espanhola e italiana.
Ela se casou quatro vezes. Seu primeiro casamento, em 25 de março de 1854, foi com David Charles Peacock. Esse casamento foi anulado dois anos depois, e ela então se casou com seu segundo marido, o antropólogo Ephraim Squier. Quando o editor da Frank Leslie's Lady's Magazine adoeceu, provavelmente no final da década de 1860, ela se ofereceu para substituí-lo enquanto o editor doente ainda recebia o salário. O editor morreu e ela assumiu o cargo permanentemente, com a edição de 18 de novembro de 1871 da revista aparecendo com a nota "conduzida por Miriam F. Squier".

### Casamento com Frank Leslie
Ela se divorciou de Ephraim Squier em 31 de maio de 1873, para se casar com o editor Frank Leslie. Durante a lua de mel, o casal se encontrou com o poeta e escritor ocidental Joaquin Miller. Miriam e Joaquin começaram um caso, e a personagem principal do livro de Miller, The One Fair Woman, foi baseada nela. A casa de verão dos Leslies ficava em Saratoga Springs, Nova York, onde recebiam muitas pessoas eminentes, e ela era uma líder local. Em 1877, eles realizaram uma luxuosa viagem de trem, com um grande número de seguidores, de Nova York a São Francisco. Ela escreveu suas memórias dessa viagem em seu livro, From Gotham to the Golden Gate. As despesas da viagem e uma depressão comercial deixaram os negócios de Leslie endividados.
Quando Frank Leslie morreu em 1880, as dívidas haviam acumuladas para um total de 300 mil dólares, e seu testamento foi contestado. Miriam Leslie assumiu o controle do negócio e começou a cobrar assinaturas, chegando a ter seu nome legalmente alterado para Frank Leslie em junho de 1881. Mais tarde, ela efetuou uma reorganização dos negócios e tornou-se presidente. A circulação do Popular Monthly teve um aumento de 200 mil assinaturas em quatro meses quando sob sua gestão. 
Enquanto estava no exterior em 1891, Miriam Leslie se casou com Willie Wilde, o irmão mais velho de Oscar Wilde, mas dois anos depois se divorciou dele. Em 1902, ela vendeu todos os seus negócios editoriais.

## Morte e legado
Ela morreu no dia 18 de setembro de 1914. Ela foi enterrada no Cemitério de Woodlawn no Bronx, na cidade de Nova York.
Através de seu testamento, ela fez de Carrie Chapman Catt sua legatária residual, na expectativa de que a maior parte de sua fortuna fosse dedicada ao sufrágio feminino. Parentes contestaram o testamento.

## Obras

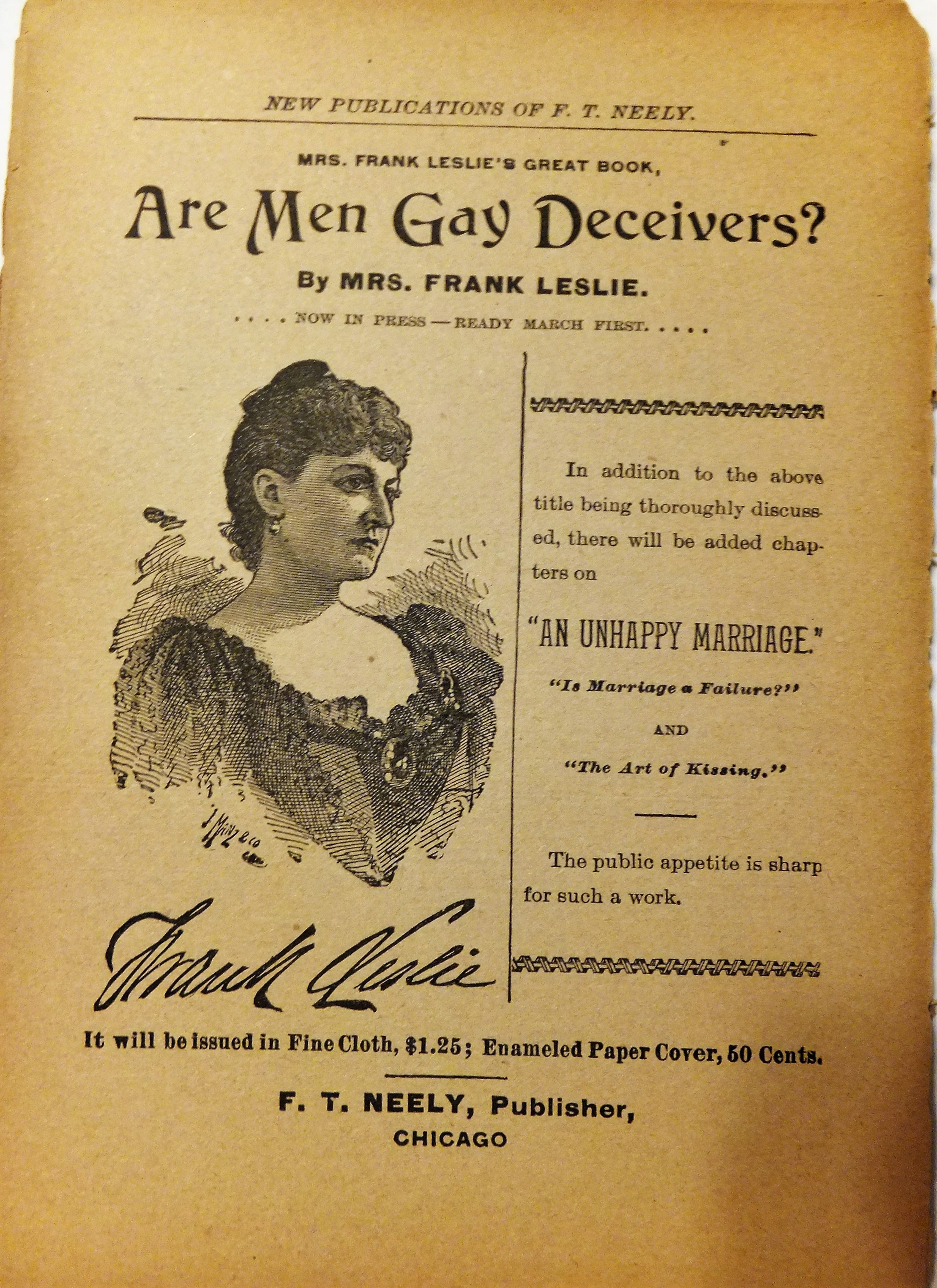
Are Men Gay Deceivers? pela Sra. Frank Leslie, 1893

Ela foi a autora de:
- California: a pleasure trip from Gotham to the Golden Gate, April, May, June, 1877 (1877)
- Rents in our Robes (1888)
- Are Men Gay Deceivers? and Other Sketches (1893)
- A Social Mirage (1899)

### Citações
1. ↑  Young 1929, p. 9.
2. 1 2 3 4 5  A. Everett Peterson (1933). "Leslie, Miriam." Dictionary of American Biography. Nova York: Charles Scribner's Sons. Esta fonte confere c. 1836 como sua data de nascimento.
3. ↑  John H. Leinhard No. 1799: Miriam F. Leslie, KUHF Houston
4. 1 2 3  Frances Elizabeth Willard; Mary Ashton Rice Livermore (1893). A woman of the century. [S.l.: s.n.] pp. 459–460. Esta fonte confere 1851 como sua data de nascimento.
5. ↑  Marberry, M. M. Splendid Poseur: Joaquin Miller—American Poet. New York: Thomas Y. Crowell Company, 1953: 139.